# Parc du Retiro
Pour les articles homonymes, voir Retiro.

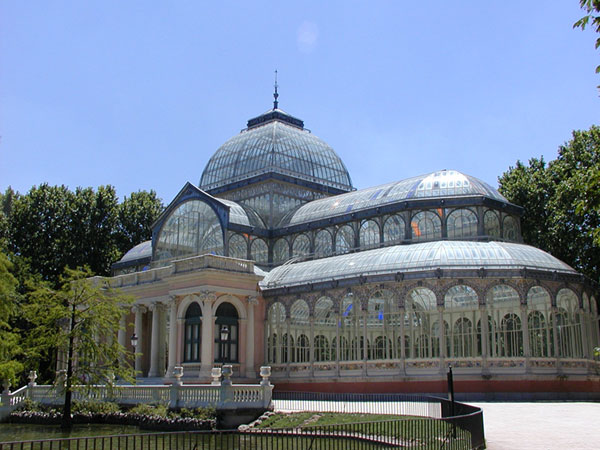
Palais de Cristal.

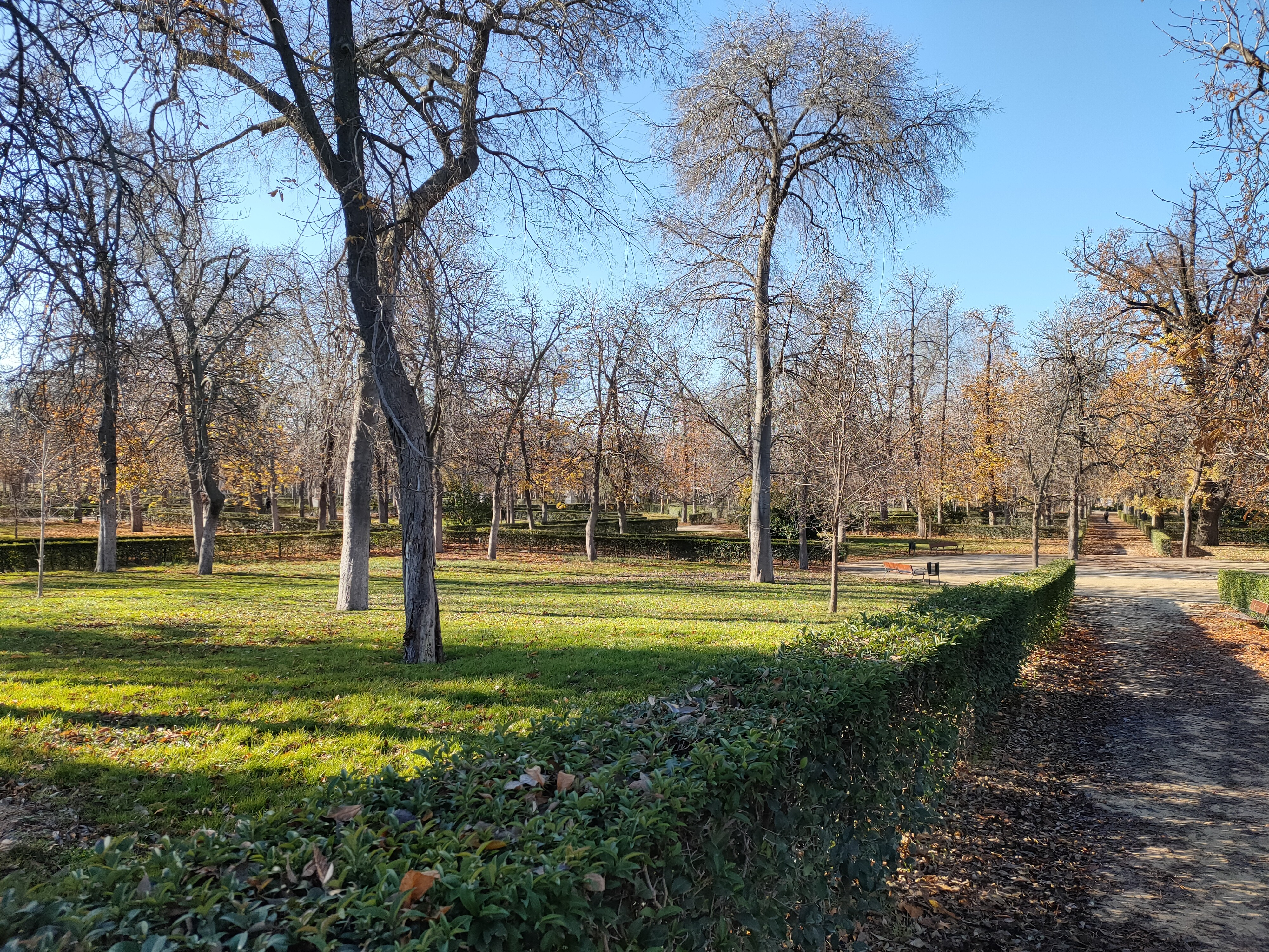
Une partie calme du parc (Noël 2023).

Le parc du Retiro est un grand parc de 125 hectares et plus de 15 000 arbres situé à Madrid. Il fut créé entre 1630 et 1640.

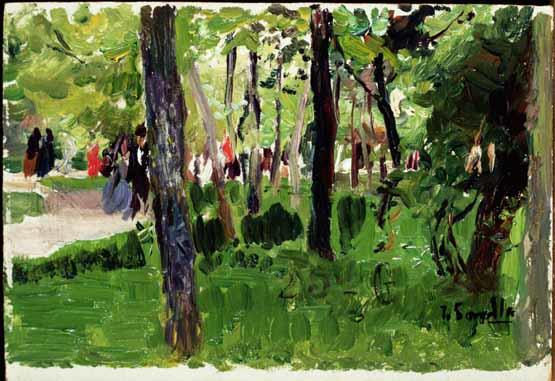
El Retiro, Madrid
Joaquín Sorolla, 1898
Musée Sorolla, Madrid

## Histoire

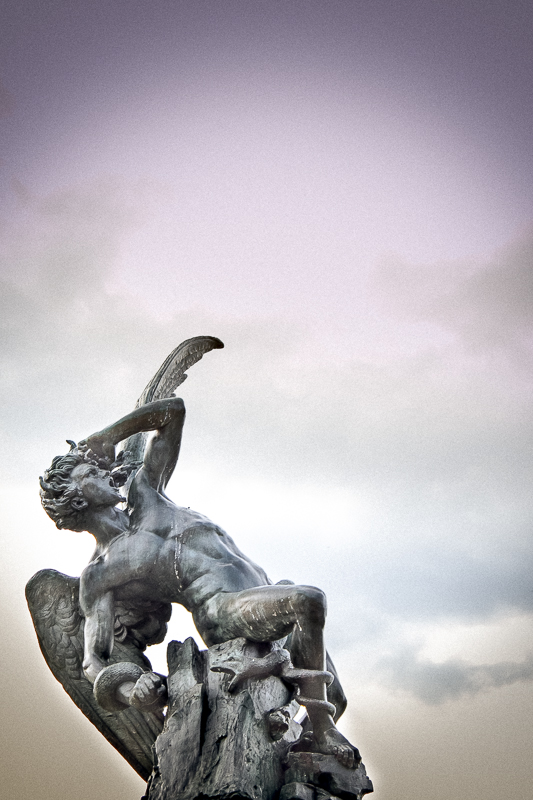
Fontaine de L'ange déchu (Ricardo Bellver, 1877).

Les origines de ces jardins se situent entre les années 1630 et 1640, lorsque le comte-duc d'Olivares (Don Gaspar de Guzmán y Pimentel), favori de Philippe IV, offrit au roi des terres pour les distractions de la Cour autour du Monastère des Hiéronymites de Madrid (Monasterio de los Jerónimos). Ainsi, avec la reconstruction du quartier royal (Cuarto Real) qui était joint au Monastère, débuta la construction du palais du Buen Retiro (Palacio del Buen Retiro). Il comptait alors quelque 145 hectares. Même si cette résidence secondaire royale était en ces temps au-dehors de Madrid, elle n'était pas excessivement loin du Palais royal et elle devint un endroit très agréable, étant dans une zone boisée et fraîche.
Sous la direction des architectes Giovanni-Battista Crescenzi et Alonso Carbonel divers bâtiments furent construits, parmi eux le Théâtre du Bon Retiro (Teatro del Buen Retiro) qui accueillit les plus grandes représentations théâtrales du Siècle d'Or, celles des pièces de Calderón de la Barca et Lope de Vega. On trouve encore le Casón del Buen Retiro (Baraque du Bon Retiro), ancienne salle de bal, le Musée de l'Armée (Museo del Ejército), le Salón de Reinos (Salon des Royaumes) d'antan avec ses murs décorés des peintures de Velasquez, Zurbarán et des fresques de Lucas Jordán et ses jardins.
Quelques artistes connus ont travaillé en ce lieu, comme entre autres, Cosme Lotti, architecte envoyé par le grand-duc de Toscane, qui a édifié une cage pour l'exhibition d'animaux sauvages et une volière pour les espèces exotiques. Le grand étang, où se déroulaient des scénarios de naumachie (combats navals) et des spectacles aquatiques, l'étang octogonal ou des clochettes et la petite baie appartiennent à cette première période.
Le parc est inscrit, avec le paseo del Prado, sur la liste du patrimoine mondial par l'UNESCO le 25 juillet 2021 sous le nom de Paseo del Prado et Buen Retiro, un paysage des arts et des sciences.

## Description
Le parc abrite un grand bassin rectangulaire devant lequel est érigé le monument à Alphonse XII d'Espagne au centre duquel s'élève une monumentale statue équestre en bronze réalisée en 1904 par Mariano Benlliure, une roseraie, 12 statues dans la Galerie du Parc et deux Palais, dont le palais de Cristal. Ce vestige de l'exposition coloniale de 1887 servit de serre pour le pavillon des Philippines avant de devenir un lieu d'exposition, notamment d'art moderne.

## Statuaire

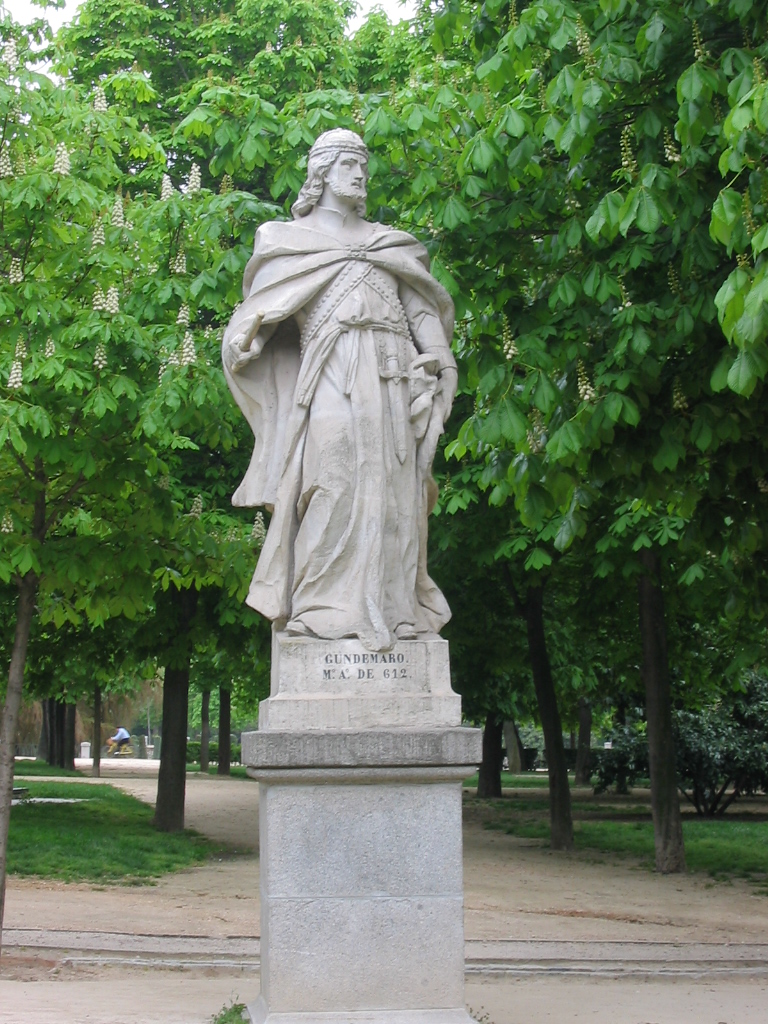
Gundomar.
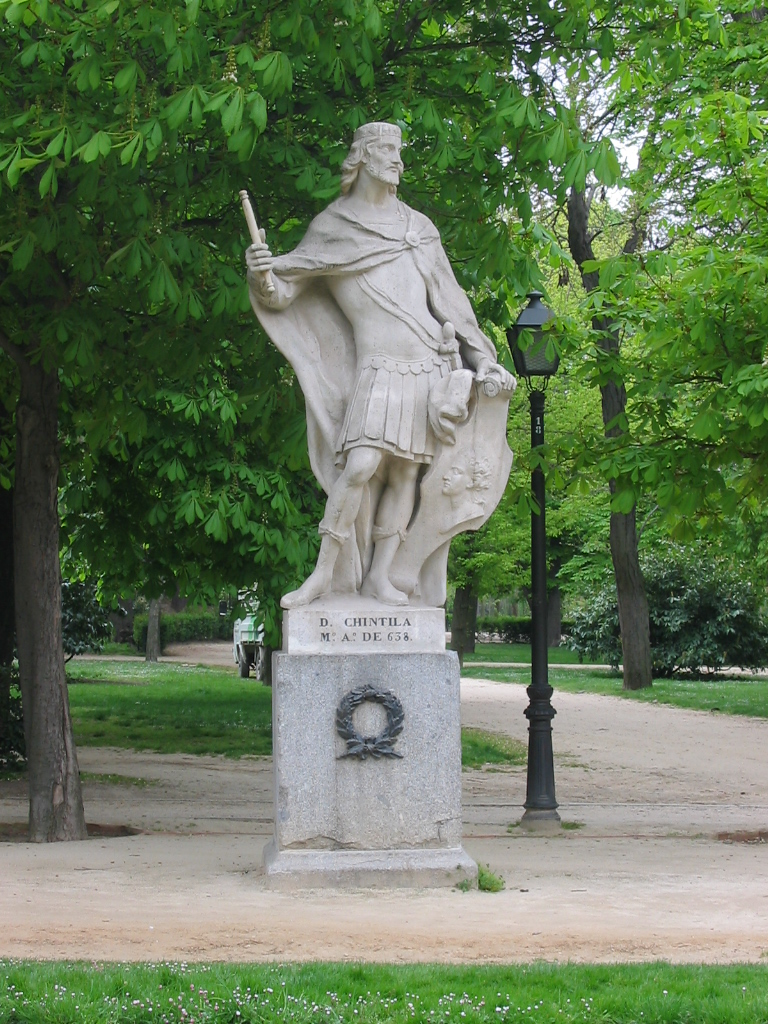
Chinthila.
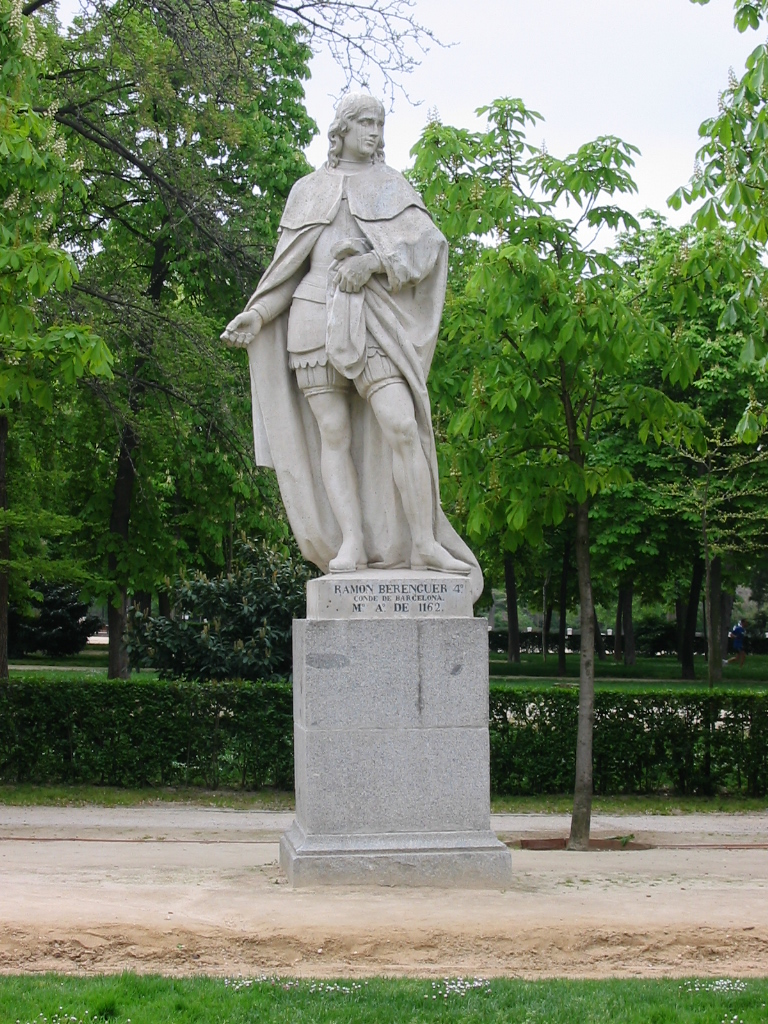
Raimond-Bérenger IV de Barcelone.
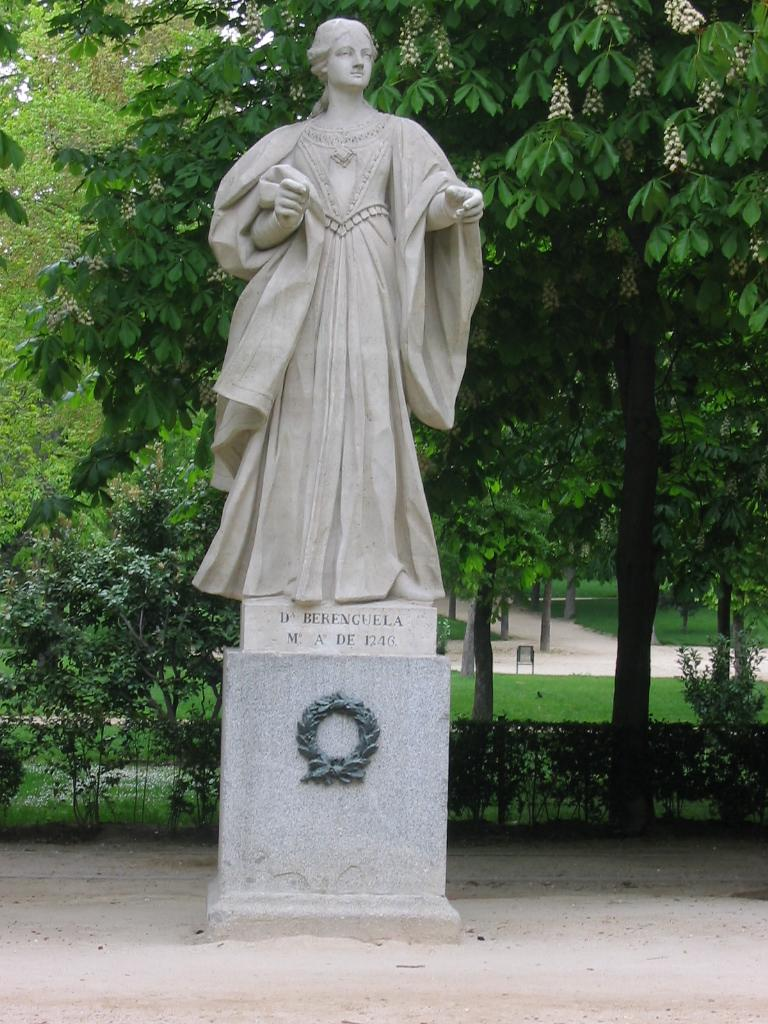
La reine Bérengère.
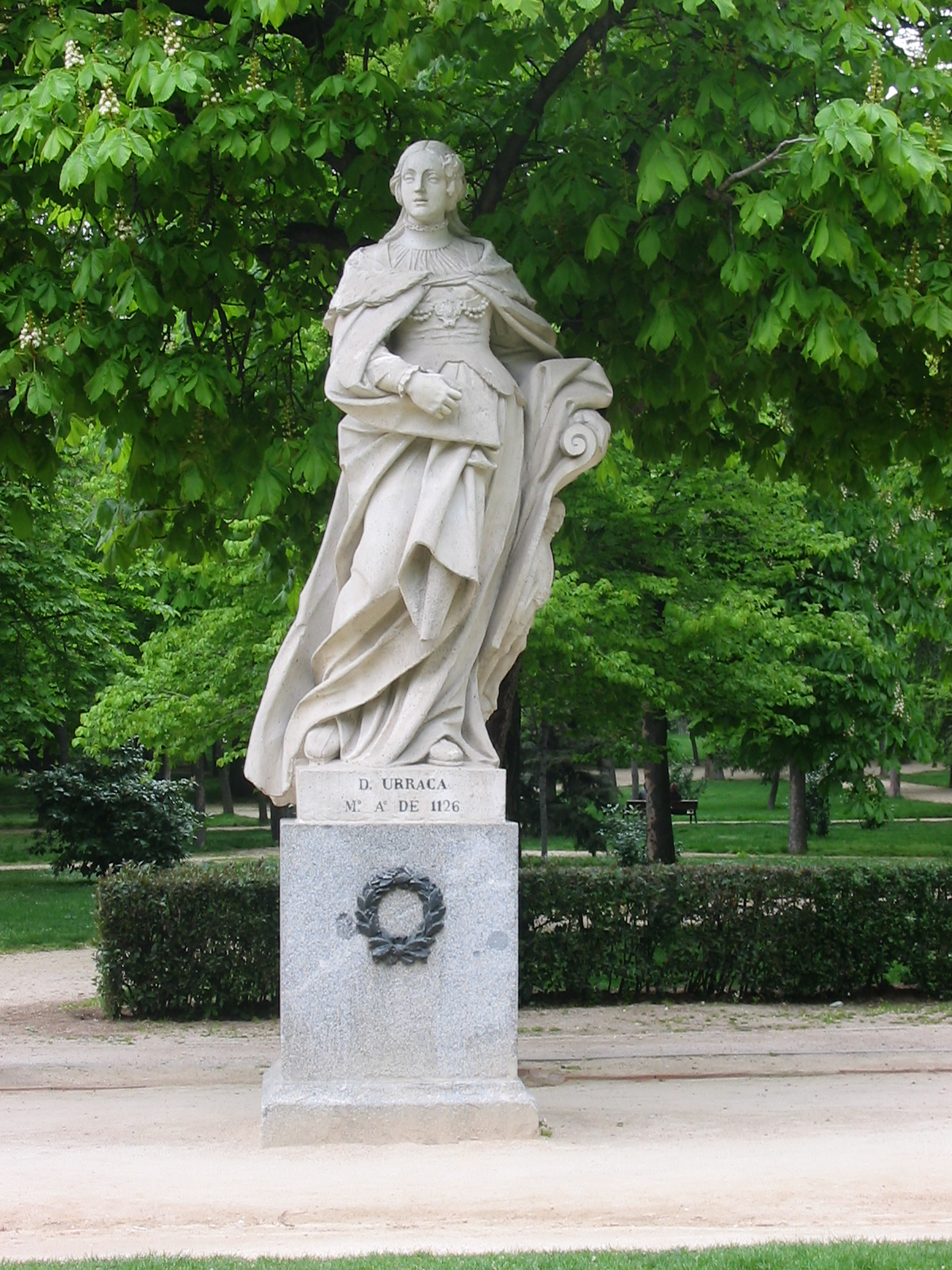
La reine Urraca.
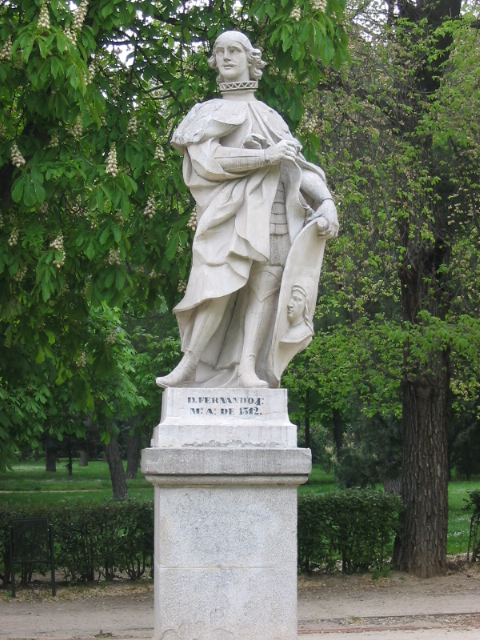
Ferdinand IV de Castille.
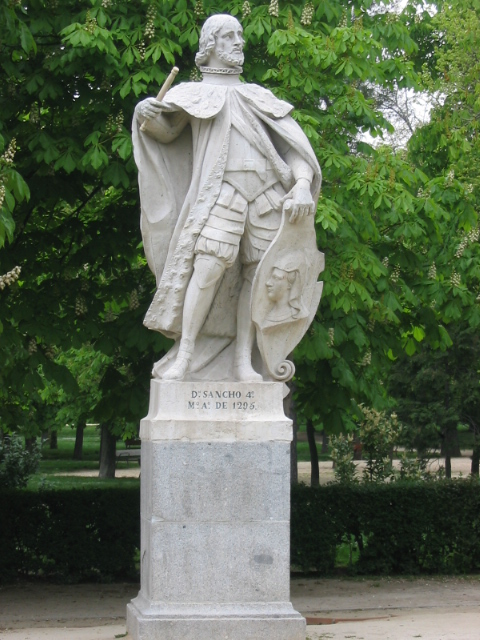
Sanche IV de Castille.
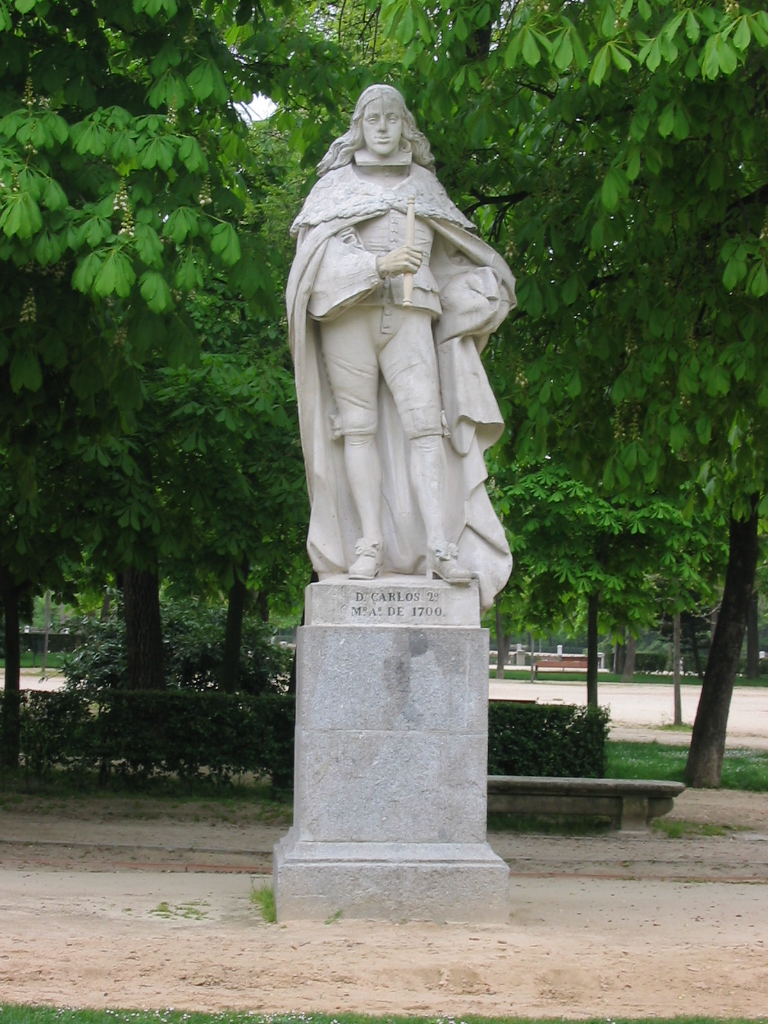
Charles II d'Espagne.
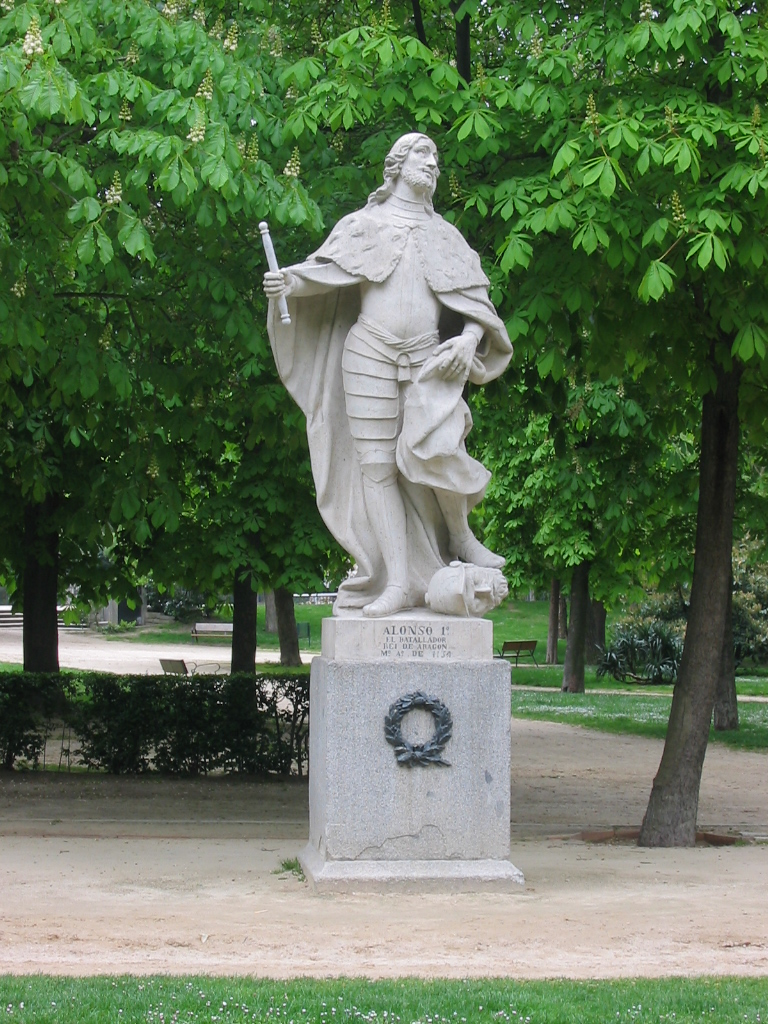
Alphonse Ier d'Aragon.
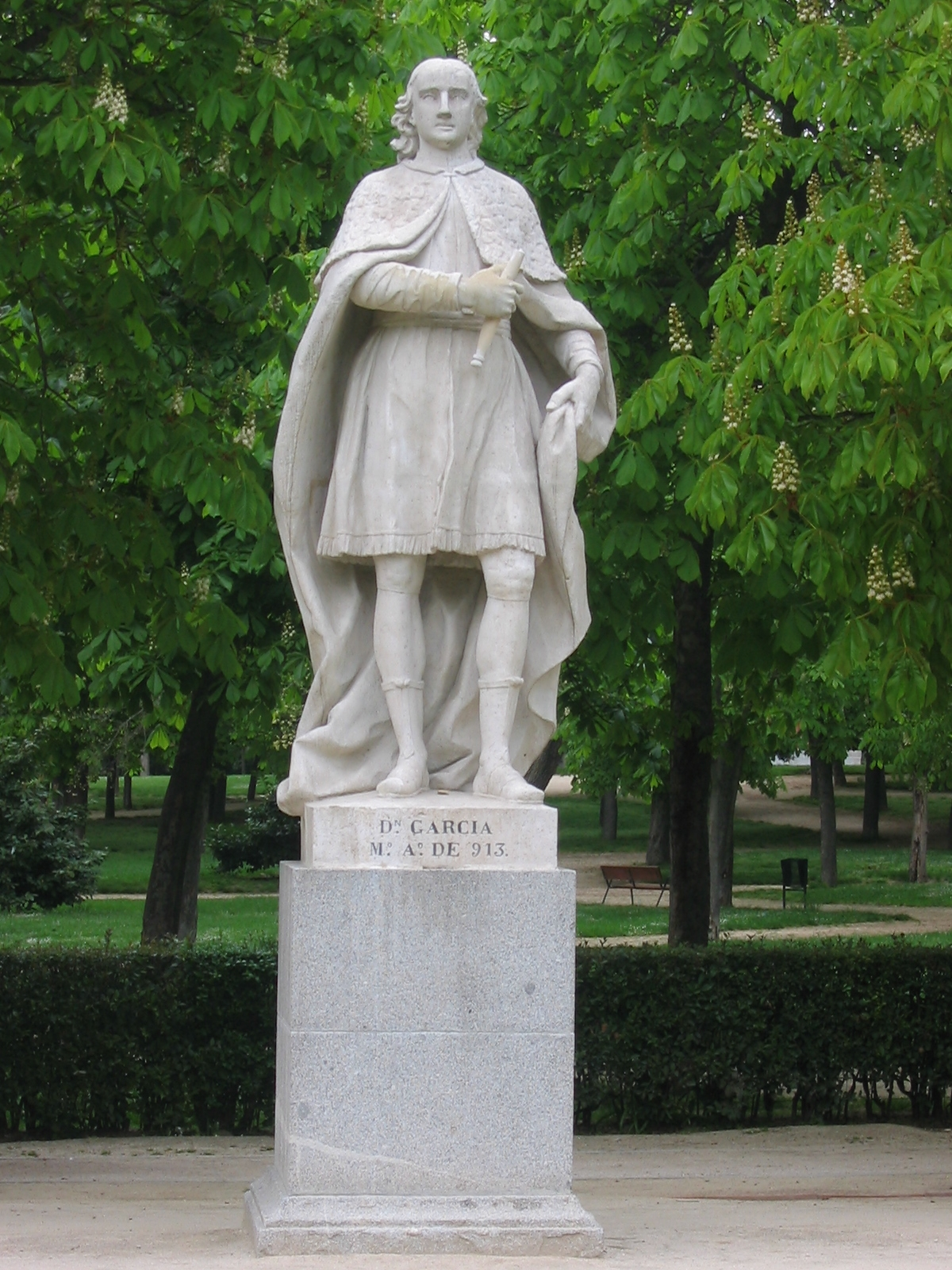
García Ier de León.
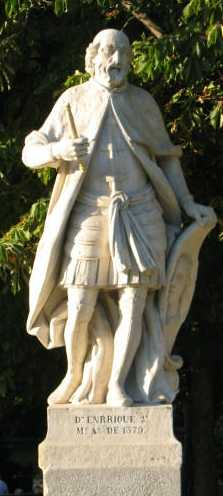
Henri II de Castille.
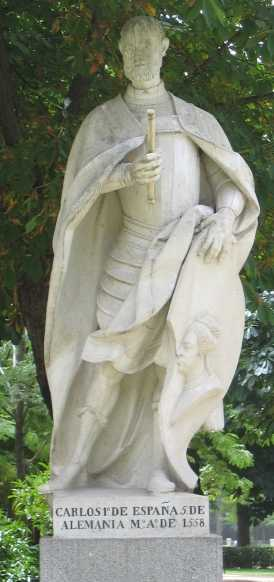
Charles Ier d'Espagne.